# (20959) 1936 UG
(20959) 1936 UG ist ein Asteroid des Hauptgürtels, der am 21. Oktober 1936 von der französischen Astronomin Marguerite Laugier in Nizza entdeckt wurde.